# Mersin Cup
A Mersin Cup é uma competição de tênis masculino, realizado em piso de saibro, válido pelo ATP Challenger Tour, de 2012 a 2015, na cidade de Mersin, Turquia.

## Edições

### Simples
| Ano  | Campeão          | Vice-Campeão | Placar        |
| ---- | ---------------- | ------------ | ------------- |
| 2015 | Kimmer Coppejans | Marsel İlhan | 6–2, 6–2      |
| 2014 | Damir Džumhur    | Pere Riba    | 7–6(7–4), 6–3 |
| 2013 | Jiří Veselý      | Simon Greul  | 6–1, 6–1      |
| 2012 | João Sousa       | Javier Martí | 6–4, 0–6, 6–4 |

### Duplas
| Ano  | Campeões                         | Vice-Campeões                       | Placar           |
| ---- | -------------------------------- | ----------------------------------- | ---------------- |
| 2015 | Mate Pavić Michael Venus         | Riccardo Ghedin Ramkumar Ramanathan | 5–7, 6–3, [10–4] |
| 2014 | Radu Albot (2) Jaroslav Pospíšil | Thomas Fabbiano Matteo Viola        | 7–6(9–7), 6–1    |
| 2013 | Andreas Beck Dominik Meffert     | Radu Albot Oleksandr Nedovyesov     | 5–7, 6–3, [10–8] |
| 2012 | Radu Albot Denys Molchanov       | Alessandro Motti Simone Vagnozzi    | 6–0, 6–2         |